# Sicyonis obesa
Sicyonis obesa is een zeeanemonensoort uit de familie Actinostolidae.
Sicyonis obesa is voor het eerst wetenschappelijk beschreven door Carlgren in 1934.